# 9K112 Kobra
El misil antimaterial 9K112 Kobra (Designación OTAN: AT-8 Songster) es un sistema de misil guiado vía SACLOS de capacidad antitanque desarrollado en la Unión Soviética. Es uno de los primeros sistemas de misiles desarrollado para ser disparado desde los cañones 2A46M, el cual es el armamento principal de los carros de combate de las series T-64, T-72 y T-80.

## Desarrollo
El diseño y producción de la primera generación de misiles anti-material inició en el año de 1956, cuando V.A. Malyshev, por órdenes directas de Nikita Jruschov para la reforma y la realización de una nueva ideología en el desarrollo de armas en las oficinas de diseño de las armerías soviéticas, quien propuso una nueva idea. Parte de ésta "nueva ideología" era la de producir misiles antimaterial que incluyeran el poder disparar el misil IT-1, el misil Drakon y el prototipo en desarrollo Taifun (Obiek't 297) desde tanques soviéticos.
Sin embargo, dicho planteamiento en el diseño presentó problemas en la compatibilidad con los cañones de los carros de combate soviéticos de esa entonces. El misil de por sí solo al ser disparado tenía una área de efectividad calculada de hasta 300 metros en la proximidad, lo que le impedía el tener un mejor y mayor poder de alcance y ataque, además que mostraba una muy reducida cifra de misiles que podrían ser acarreados en los carros soviéticos de esa entonces.
Los diseños híbridos comprometían la posibilidad de desarrollar plenamente ambas capacidades: la de poder de fuego desde un calibre de cañón común por medio de un misil que permitiera llevar más entre las cargas de munición del tanque promedio soviético, sin reducir su capacidad letal.
Dichas limitaciones fueron tenidas en cuenta el próximo desarrollo de un sistema de misil anti-material para el futuro prototipo de tanque: El Obiek't 775, que iría armado con un cañón de calibre 125 mm de ánima lisa y que pudiera disparar cargas con cabezales de alto poder explosivo en misiles sin sistema de guía, o remotamente controlados mediante sistema de radio.
El prototipo de misil guiado fue designado como Rubin (Rubí) y el sistema sin guía como Bur (Broca de taladrado). El tanque podría acarrear hasta 24 misiles Rubin y hasta 48 cohetes Bur. El proyecto fracasó, y el sistema Rubi, de cabezal penetrante de alto poder explosivo no resultó muy efectivo en sus primeras pruebas, y en lo que respecta al sistema Bur, su sistema guiado fue considerado como fácilmente interceptable y/o interferible dado a la calidad y tipo de sistema usado en su guía: Un cordel de alambre.
Su desarrollo se continuó durante la década de los 60, y ya en la década de los 70 se prestó mayor atención a su puesta en uso debido a algunos de los siguientes factores:
- En los Estados Unidos el desarrollo del sistema en el calibre del cañón del M551 Sheridan, de 152 mm; que podría incluso ser adaptado al del tanque M60A2,[1][2]
- El desarrollo en otros países de la OTAN de sistemas de misiles antitanque, tales como el TOW y el HOT, que poseían desde su concepción las mismas capacidades del desarrollo ruso, pero con mejor efectividad y puntería,[1][2]
- La creciente amenaza de los helicópteros como el AH-1 Cobra, ya que desde su concepción los misiles hacían parte de su dotación de armamento, brindándoles un mayor grado de protección frente a helicópteros en vuelo razante y/o apostados en las copas de los árboles, táctica netamente rusa frente a dicho adversario.[1][2]

El desarrollo de un sistema de misiles disparados desde cañones y/o tubos calibrados de origen soviético se inició a mediados y hasta finales de los 70. El sistema 9K112 Kobra estaba en competición contra el sistema guiado vía infrarrojo Gyurza. El sistema guiado por rayos infrarrojos del Gyurza se mostró problemático desde su aparición y el del Kobra se mostró más factible y aceptable en su operación, por lo que fue el elegido para ser fabricado en serie inmediatamente. El misil 9K112 sería el primer misil montado en la nueva versión del tanque T-64 (T-64B) en 1976. Posteriormente, y tras la llegada del T-80B sería el siguiente tanque en ser equipado con dicho misil, iniciando desde 1978. El sistema Gyurza siguión siendo desarrollado, abandonándose el sistema de guía infrarroja en favor de un sistema de guía por ondas de radio -siendo presentado posteriormente como el sistema de misil Shturm- redesignado como AT-6 Spiral.

## Descripción

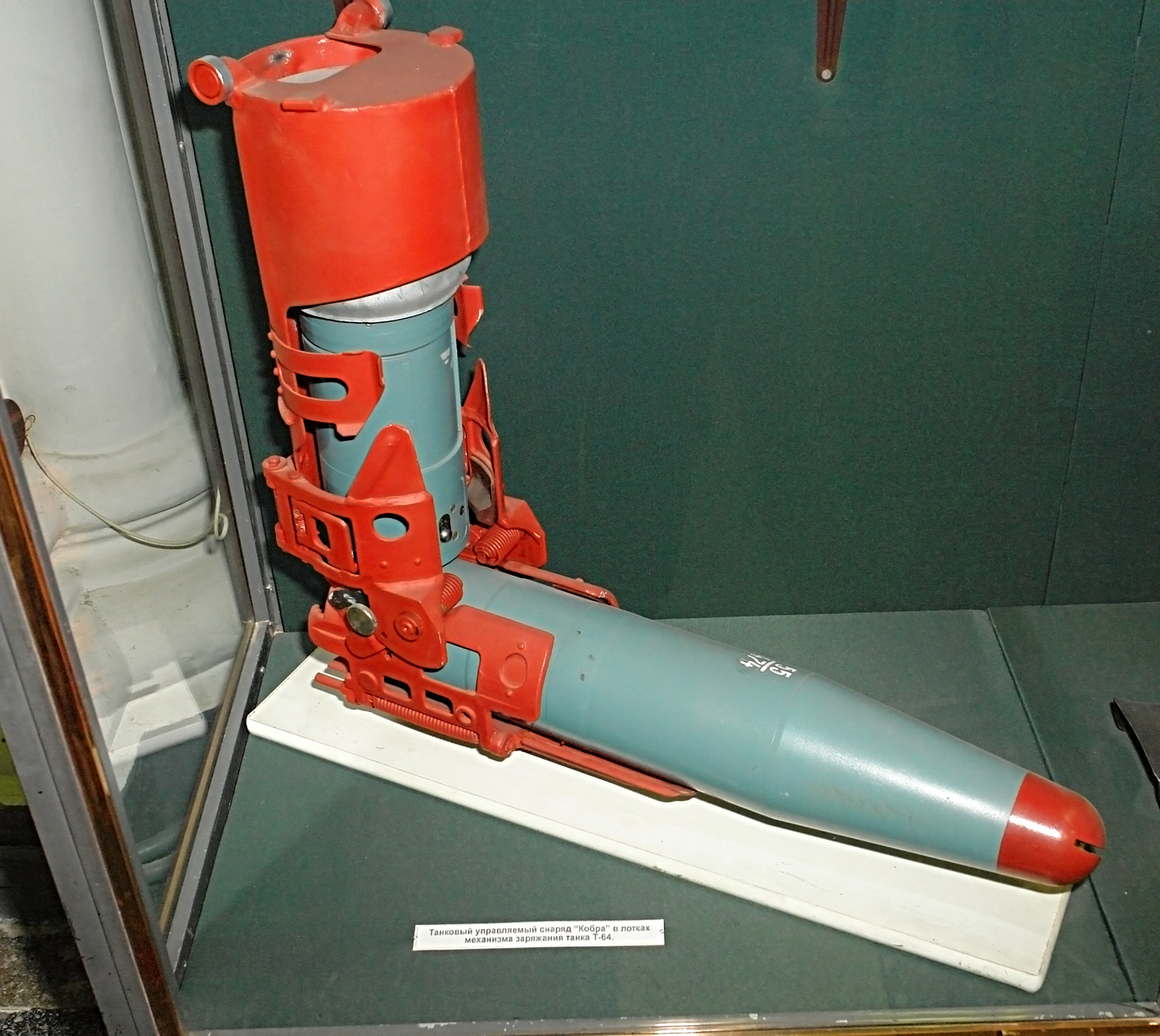
Las dos secciones del misil 9K112 en una carga antes de ser unida y lanzada.

El misil 9K112 tiene una velocidad de salida de 125 m/s, la que se puede incrementar hasta los 800 m/s como máximo, pero el promedio es de entre 350 y 400 metros por segundo. Su tiempo de vuelo hasta los 4,000 metros es de 9 a 10 segundos. La cabeza del misil puede pesar hasta 4.5 kg, es del tipo HEAT, pudiendo penetrar hasta 600 mm de blindaje Blindaje homogéneo de acero laminado (RHA).
El misil 9K112 consta de dos secciones:
- 9M43 – Es la sección correspondiente a la cabeza, que contiene la carga de alto poder explosivo 9M129 y el propulsor 9D129.
- 9B447 – Es la sección correspondiente a la cola, que contiene los controles de vuelo, la batería, un sistema de guía lumínicapara el sistema de guía instalado en el tanque para su rastreo y una antena compacta para recibir las instrucciones desde el tanque.

Las dos secciones separadas del misil pueden ser cargadas en el autocargador del cañón de la misma manera que un cartucho de combate convencional disparado desde el cañón 2A46. Así como el cartucho puede ser cargado en el cañón las dos mitades pueden encontrarse juntas desde que salen de su embalaje.
El misil puede ser disparado en cualquiera de los tres modos a continuación:
- Primario – El disparo se hace con el cañón del tanque elevado 3° (grados) sobre la línea de tiro, para reducir la cantidad de polvo generada por el lanzamiento del misil. Es una fase crítica desde que el tanque lo dispara, ya que por los residuos provenientes de su uso puede ser rastreado, así como la estela de luz producida por el misil en su parte posterior, que le permite guiar al misil hacia el blanco. El misil usa el sistema de guía SACLOS, por lo que lo único que el artillero ha de hacer es mantener el punto de mira centrado en el objetivo, y el sistema de tiro guiado 1A33 genera las correcciones del curso necesarias para asegurar la efectividad y certeza en el impacto del misil. La efectividad está asegurada hasta los 4000 m con un porcentaje de efectividad de hasta el 80% en este modo.

- Balístico – El disparo se hace con el cañón del tanque elevado 3° (grados) sobre la línea de tiro, y luego el misil hace un vuelo de entre 3 a 5 metros sobre la línea de tiro del artillero, cayendo de la misma luego de alcanzar a su blanco prefijado. En este modo se reduce la cantidad de residuos de disparo levantados por el vuelo del misil, reduciéndose la pérdida del mismo por parte del sistema de guía.

- Emergencia – Este modo sólo es activado cuando la distancia del blanco es igual o menor a 1,000 m y ya cuando el misil está cargado en el cañón. El cañón estará a 40 minutos de arco sobre la línea de mira hacia el objetivo, y el accionamiento de mando del mismo ha sido activado anteriormente. La probabilidad de acierto en este modo se disminuye de manera drástica, siendo su porcentaje de acierto muy reducido.

## Variantes
- 9M112 – Versión básica del misil. Entró en servicio en el año de 1976 como parte del sistema de misiles 9K112 en el tanque T-64B,
- 9M112M – Modificación hecha en 1977 y luego adoptada en 1978 como parte del sistema 9K112-1, montada inicialmente en el T-80B. La penetración de la cabeza aumentó un 20%. Producció en serie iniciada desde 1979,
- 9M112M2 – Variante del 9M112, donde la capacidad de penetración aumentó un 40% comparada con el modelo nicial, cuyas pruebas iniciaron en 1983. Las dimensiones y tácticas de operación del misil permanecieron sin cambios,
- 9M124 – Mejora de la variante 9M112M2, similar en diseño pero con una cabeza más poderosa (la penetración se incrementó hasta un 80% conn respecto de la variante básica del misil),
- 9M128 – Variante mejorada del misil inicial, redesignada como "Agona", que monta una cabeza de tipo tándem. Su desarrollo se inició en 1984, pero no fue sino hasta en 1985, cuando los misiles Svir y Refleks entraron en servicio en lugar del "Agona". Sin embargo, en 1986 el misil "Agona" entró en la fase de pruebas, y en 1988 sería puesto en servicio nuevamente.

## Usuarios

### Actuales
- Armenia[3]
- Rusia

### Anteriores
- Unión Soviética - Pasados a sus estados sucesores tras la disolución.